# Лаврентий Черниговский
Схиархимандри́т Лавре́нтий (в миру Лука Евсеевич Проску́ра; 1868, Карыльское, Кролевецкий уезд, Черниговская губерния — 19 января 1950, Чернигов) — священнослужитель Русской православной церкви, архимандрит.
22 августа 1993 года на Архиерейском соборе Украинской православной церкви схиархимандрит Лаврентий был причислен к лику святых в лике преподобных. Память — 29 декабря по юлианскому календарю / 11 января по григорианскому календарю.
Лаврентию Черниговскому приписывают множество прорицаний и высказываний, получивших распространение в консервативных кругах части православных христиан. Их авторство, по некоторым данным, может принадлежать деятелю неканонического православия самозваному схиархиепископу Херувиму (Дегтярю), составителю первого жизнеописания старца. Как отмечал Виталий Шумило, «батюшке уже приписывают то, чего он, по природе своей, никак не мог совершить или сказать. Имеем в виду книгу, изданную самозванным „схиигуменом“ (ранее выдававшим себя за „тайного архиепископа“), а на самом деле иеродиаконом Херувимом (Дегтярь), запрещённым в служении ещё патриархом Пименом за преступления нравственного характера. Оставим этого и ему подобных выдумщиков на Суд Божий».

## Биография
Родился в селе Карыльское Черниговской губернии в 1868 году в бедной семье. Отец Луки рано умер, матушка же его была немощной и часто болела. Обладал красивым голосом; пел в церковном хоре. Учился в начальной земской школе, которую окончил в 13 лет, и был оставлен помощником учителя. В Коропе познакомился с бывшим регентом императорского хора, который оценил способности юноши и стал обучать его регентскому искусству; освоил игру на скрипке. По возвращении домой стал регентом своего хора. Обучился шитью и своим трудом начал зарабатывать, чтобы помогать семье; к 17 годам стал профессиональным портным.
По кончине его матери решил уйти в монастырь, но старший брат Варфоломей настоял, чтобы он не покидал семью. Со своим другом юности Симеоном ходил пешком в Киев к старцу Ионе, чтобы тот благословил получить духовное образование. Но старец Иона сказал им: «Ваша семинария при вас» — и не благословил. Вместе же с Симеоном ездил на Афон, где останавливался в Пантелеимоновом монастыре. В этом монастыре на Афоне подвизалось пятеро односельчан прп. Лаврентия из села Карильское. После настойчивых просьб Симеон был принят в число братии Афонского Пантелеимонова монастыря. А Луке один из афонских старцев сказал: «Езжай на родину, ты там нужен будешь». Историк Сергей Шумило не смог установить кто был этим старцем, «но не исключено, что это мог быть преподобный Силуан Афонский, подвизавшийся в этот же период в Пантелеимоновом монастыре и с которым, вероятно, общался Лука Проскура».
В 1912 году, на 45-м году жизни, Лука был пострижен в монашество с именем Лаврентий. Чрез два года был рукоположён в иеродиакона, в 1916 году — в иеромонаха.
Во время обновленческого раскола отец Лаврентий решительно стал на сторону Патриарха Тихона.
В 1930 году, после закрытия храма, перешёл на нелегальное положение. Примкнув к движению «непоминающих», в 1936—1937 гг. проходил по следственному делу о принадлежности к антисоветскому подполью «Истинно-Православной Церкви» на Черниговщине, заведенному НКВД по Черниговской области. Подвергался допросам, в рамках следственного дела, по которому была арестована целая группа черниговского духовенства, хотели отправить в концлагерь на исправительные работы и о. Лаврентия, однако в связи с семидесятилетним возрастом был отпущен, что зафиксировано в протоколе следствия. В 1930—1942 годы тайно служил на дому, оборудовав в погребе тайный храм и принимая духовных детей по ночам. После занятия Чернигова германскими властями во время войны организовал две монашеские общины: мужскую (35 человек) и женскую (70 человек). Последняя разместилась в Троицком Черниговском монастыре, где на Пасху 1942 года открыл храм, ставший одним из центров религиозной жизни Черниговской области.
После войны вновь подвергался гонениям и даже отстранялся от служения. По преданию, о. Лаврентий Черниговский благословил на служение будущего митрополита всея Украины Владимира (Сабодана), приезжавшего к нему в детстве со своей матерью.
Скончался 19 января 1950 года; похоронен в малом храме бывшего Троицкого Черниговского монастыря.

## Почитание и прославление
Имя старца было окружено народным почитанием ещё при жизни. В 1980-х годах в самиздате появился сборник бесхитростных, местами наивных воспоминаний духовных чад архимандрита Лаврентия, близко знавших старца и хранивших память о нём после его кончины в 1950 году. В 1988 году воспоминания о схиархимандрите Лаврентии были опубликованы в № 14 сборника «Надежда. Христианское чтение», который выходил в Германии в издательстве «Посев» и номера которого затем нелегально провозили в СССР. Именно это издание легло в основу всех последующих публикаций о жизни и деятельности схиархимандрита Лаврентия (Проскуры).
В 1991 году без купюр и дополнений этот текст был переиздан отдельной брошюрой издательством «Свет Печерский» в Киеве под названием «Жизнеописание, поучения и пророчества старца Лаврентия Черниговского». В 1992 году в качестве приложения к издающемуся в Чернигове журналу «Вера и Жизнь», отдельным оттиском был издан сокращенный вариант воспоминаний об отце Лаврентии — «Поучения отца Лаврентия Черниговского». В 1993 году в Чернигове протоиереем Иоанном Фесиком, без указания места и года издания, отдельной брошюрой были переизданы воспоминания об архимандрите Лаврентии всё из того же журнала «Надежда». Данные издания были опубликованы небольшим тиражом и носили местный характер.
В 1993 году его мощи были перенесены в Троицкий собор бывшего Троицкого монастыря в Чернигове. 9 (22) августа 1993 года Освященным Архиерейским собором Украинской православной церкви был прославлен в лике святых в чине преподобного.
Настоящий «агиографический всплеск» начался с брошюры, изданной в 1994 году в Москве издательством «Русский Духовный Центр» тиражом в 30 тысяч экземпляров, что обусловило широкое распространение брошюры и её популярность. Условно её можно разделить на две части: первая часть (стр. 6-128) — воспоминания из сборника «Надежда», лишь местами стилистически отредактированные, вторая (стр. 129—172) — воспоминания, составленные Херувимом (Дегтярём). Начиная с 1995 года эта брошюра многократно переиздавалась как этим, так и другими церковными и околоцерковными издательствами. Именно она легла в основу официального жития преподобного Лаврентия Черниговского.
Вышедший в 1995 году небольшим тиражом сборник воспоминаний об архимандрите Лаврентии, составленный лично знавшим его Павлом Алексеевичем Флёровым уже не смог исправить сложившуюся ситуацию.
3 февраля 2016 года решением Архиерейского собора Русской православной церкви был канонизирован для общецерковного почитания.
Решением Священного синода Украинской православной церкви от 27 декабря 2002 года в селе Вересочь Куликовского района Черниговской области Украины основан Лаврентиевский женский монастырь Черниговской и Новгород-Северской епархии Украинской православной церкви. Среди святынь монастыря — частица десницы преподобного Лаврентия, частицы мощей преподобных Дивеевских сестёр, почитаемая икона Божией Матери «Призри на смирение», старинные иконы святого Феодосия Черниговского и святителя Николая Чудотворца.